# Падение Ктесифона
Падение Ктесифона (перс. سقوط تیسفون) — захват столицы Сасанидского Ирана арабами в марте-июне 637 года.

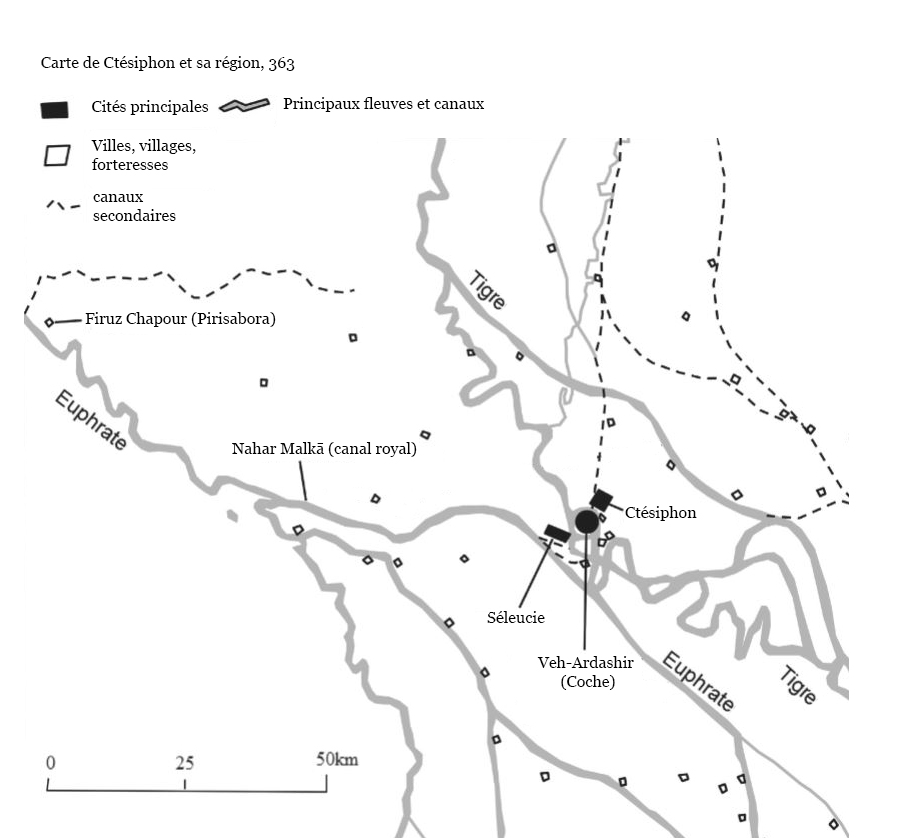
Ктесифон и города-спутники Селевкия и Вех-Ардашир

## Осада Вех-Ардашира
После взятия Вавилона арабы Са'да захватили близлежащий город Сабат, правитель которого сдал его без боя. Сабат был последним остановочным пунктом арабского войска перед Вех-Ардаширом, правобережной частью столицы. К Вех-Ардаширу мусульмане подошли в начале 637 года и начали осаду, которая длилась не менее двух месяцев. Гарнизон Вех-Ардашира оказал завоевателям сильное сопротивление. Персы были защищены от возможного вторжения оборонительными рвами и валами. Они были вооружены катапультами и другими боевыми машинами; избегая рукопашного боя, осыпали противника градом камней и стрел. В ходе осады арабы тоже научились владеть катапультами, дехкан Сабата передал им двадцать этих машин. После одного из боев защитники крепости прислали парламентера, который от имени шаханшаха предлагал мусульманам мир па условиях передачи им всех завоеванных земель к западу от Тигра. Переговоры пи к чему не привели. Но вечером того же дня иранский гарнизон стал покидать город и переправляться на восточный берег, в Ктесифон. Одной из главных причин оставления предместья иранскими отрядами был голод, который вынудил их есть кошек и собак. Ночью арабы вступили в Вех-Ардашир (март 637 г., месяц сафар 16 г. х.). К этому времени Йездегерд III покинул Ктесифон и с казной и двором отправился в Хульван. Во главе отрядов, предназначенных для обороны Ктесифона, были поставлены полководцы Михран из Рейя и Нахверган.

## Взятие Ктесифона
В Нижнем (Старом) городе Са'д оставался по крайней мере несколько месяцев, не имея возможности двигаться дальше. От Верхнего города, восточной половины столицы, его отделяло течение Тигра, мост через реку был разрушен, а суда, на которых можно было переправиться, — угнаны иранцами к противоположному берегу. Саад долго колебался из-за высокого уровня разлившегося Тигра, и только предупреждение перса о том, что Йездигерд может вернуться в Ктесифон, укрепило его в решении начать переправу.
Осуществление плана по форсированию Тигра было тщательно продумано и началось с посылки сравнительно небольшого (из 600 всадников) отряда добровольцев, котором у предстояло пересечь брод и выйти к Фараду (очевидно, одному из пригородов Ктесифона), расположенному на восточном берегу реки. Этот отряд должен был вступить в бой с иранским гарнизоном крепости, принять на себя удар противника и дать возможность переправиться остальному войску мусульман. 
Едва отряд Асима достиг Фирада, как Са'д отдал приказ переправляться всему войску. Арабы вошли в воду верхом, более слабые были привязаны к более сильным пли к тем, кто умел хорошо плавать. Операция была успешно завершена, восточная половина сасанидской столицы досталась им почти без всяких усилий. Во всем этом немаловажную роль сыграл элемент неожиданности. И как только в Ктесифоне стало известно, что «сухопутные» арабы переправляются через Тигр, в городе началась паника, войска и мирное население спешно покинули город, захватив лишь то, что можно было унести с собой. Еще гарнизон Фирада мужественно сопротивлялся, а Ктесифон почти обезлюдел. Узнав об этом через связного, защитники Фирада оставили крепость. Когда арабы вступили в столицу, они не встретили на улицах ни души. Небольшой отряд персов остался в «Белом дворце» Хосрова. Но и он сдался победителям, выговорив себе предварительно гарантию безопасности.

## Результаты
В сасанидской столице мусульмане овладели огромной добычей: имуществом, оставленным персами в Ктесифоне, драгоценностями, захваченными у отступающего противника. Добыча, за вычетом отосланной халифу пятины, была такой, что каждый всадник получил по 12000 драхм (около 48 кг серебра), а пехотинец — по 4000. Украшавший тронный зал дворца шахиншаха ковёр, называвшийся «весна Хосрова» площадью около 900 м², на котором драгоценными камнями, золотом и серебром был вышит дивный сад, отослали ко двору халифа Умара и там разрезали на куски, ибо халиф не располагал помещением, где такой ковёр можно было использовать целиком. Корона Хосрова II Парвиза, также захваченная в Ктесифоне, была помещена в Каабе — священном храме мусульман в Мекке. 
Когда арабам стало известно о новом сосредоточении персов в районе Джалулы, Са'д послал туда войско численностью в 12 тысяч всадников и пехоты под командованием Хашима ибн Утбы. По пути в Джалулу арабы заняли ряд населенных пунктов, заключив договоры о мире с одними дехканами и расправившись с теми, кто оказывал сопротивление.